# Округ Трокмортон (Тексас)
Округ Трокмортон (енгл. Throckmorton County) је округ у америчкој савезној држави Тексас. По попису из 2010. године број становника је 1.641.

## Демографија
Према попису становништва из 2010. у округу је живело 1.641 становника, што је 209 (11,3%) становника мање него 2000. године.
| Група             | 2000.         | 2010.         |
| Белци             | 1.655 (89,5%) | 1.453 (88,5%) |
| Афроамериканци    | 1 (0,1%)      | 11 (0,7%)     |
| Азијати           | 1 (0,1%)      | 7 (0,4%)      |
| Хиспаноамериканци | 173 (9,4%)    | 152 (9,3%)    |
| Укупно            | 1.850         | 1.641         |